# Candy/Molly's Lips
«Candy/Molly's Lips» es un sencillo de vinilo lanzado en 1991, entre las bandas de rock estadounidenses The Fluid y Nirvana. Fue lanzado en enero de 1991, e incluye las canciones «Candy» por The Fluid y «Molly's Lips» por Nirvana.
«Candy» apareció por primera vez en el EP de 1990 Glue. El EP fue relanzado en CD en 1993 en una edición del álbum de 1989 Roadmouth.
«Molly's Lips» fue tomada de una grabación de un concierto el 9 de febrero de 1990, en el teatro Pine Street en Portland, Oregón. Fue escrita por la banda escocesa The Vaselines. De acuerdo a la biografía de Nirvana Come as You Are: The Story of Nirvana de Michael Azerrad, el cantante y guitarrista Kurt Cobain estaba en contra del lanzamiento de la canción, sintiendo que esa versión no era muy "fuerte". Sin embargo, el sencillo constituía parte del arreglo de venta de su antiguo sello, Sub Pop Records. «Candy/Molly's Lips» fue el lanzamiento final de Nirvana en Sub Pop.

## Otras versiones de «Molly's Lips»
- Nirvana tocó «Molly's Lips» en vivo con su autor, Eugene Kelly de The Vaselines, en el Reading Festival de 1991 en Reading, Inglaterra (Kelly acompañó a Cobain en las vocales).
- Una versión de estudio, grabada para John Peel en octubre de 1990 en Londres, apareció posteriormente en dos lanzamientos de la banda en 1992: el EP Hormoaning y la compilación Incesticide. Esta versión fue lanzada como un sencillo promocional en Brasil, para promover las ventas de Incesticide.